# Lista światowego dziedzictwa UNESCO w Rumunii
Lista światowego dziedzictwa UNESCO w Rumunii – lista miejsc w Rumunii wpisanych na listę światowego dziedzictwa UNESCO, ustanowionej na mocy Konwencji w sprawie ochrony światowego dziedzictwa kulturowego i naturalnego, przyjętej przez UNESCO na 17. sesji w Paryżu 16 listopada 1972 i ratyfikowanej przez Rumunię 16 maja 1990 roku.
Obecnie (stan na 2023 rok) na liście znajduje się dziewięć wpisów: siedem dziedzictw kulturowych i dwa o charakterze przyrodniczym.
Na rumuńskiej liście informacyjnej UNESCO – liście obiektów, które Rumunia zamierza rozpatrzyć do zgłoszenia do wpisu na listę światowego dziedzictwa, znajduje się 16 obiektów (stan na 2023 rok).

## Obiekty na liście światowego dziedzictwa UNESCO
Poniższa tabela przedstawia rumuńskie wpisy na liście światowego dziedzictwa UNESCO:
Nr ref. – numer referencyjny UNESCO;
Obiekt – polskie tłumaczenie nazwy wpisu na liście wraz z jej angielskim oryginałem;
Położenie – miasto, okręg; współrzędne geograficzne;
Typ – klasyfikacja według Komitetu Światowego Dziedzictwa:
- kulturowe (K),
- przyrodnicze (P),
- kulturowo–przyrodnicze (K,P);

Rok wpisu – roku wpisu na listę;
Opis – krótki opis wpisu wraz z informacjami o jego zagrożeniu.
     Wpisy transgraniczne
     † zagrożone
| Nr ref. | Obiekt | Zdjęcie | Położenie | Typ             | Rok              | Opis |
| ------- | --- | ------- | --- | --------------- | ---------------- | --- |
| 588     | Delta Dunaju Danube Delta |         | Okręg Tulcza 45°11′10″N 29°17′32″E/45,186111 29,292222 | P (vii)(x)      | 1991             | Delta Dunaju położona w Rumunii i na Ukrainie, największa i najlepiej zachowana delta w Europie. Rejon ten zamieszkuje ponad 300 gatunków ptaków oraz 45 gatunków ryb słodkowodnych. |
| 596     | Wioski z kościołami obronnymi w Transylwanii Villages with Fortified Churches in Transylvania                                                      |         | Okręg Sybin 46°08′18,1″N 24°31′19,9″E/46,138361 24,522194 46°05′00,7″N 24°16′34,0″E/46,083528 24,276111 Okręg Alba 45°53′14,7″N 23°39′20,7″E/45,887417 23,655750 Okręg Harghita 46°12′09,0″N 25°11′59,4″E/46,202500 25,199833 Okręg Braszów 45°43′31,0″N 25°46′36,0″E/45,725278 25,776667 46°03′00″N 25°06′00″E/46,050000 25,100000 Okręg Marusza 46°11′38,0″N 24°57′39,0″E/46,193889 24,960833 | K (iv)          | 1993 1999        | Siedem wiosek, założonych przez Sasów siedmiogrodzkich, o specyficznym systemie zagospodarowania terenu, modelu osadniczym oraz organizacji rodzinnych gospodarstw rolnych, niezmienionych od późnego średniowiecza. Nad wioskami górują kościoły obronne, odzwierciedlające style architektoniczne z okresu pomiędzy XIII i XVI w. |
| 597     | Monastyr w Horezu Monastery of Horezu |         | Okręg Vâlcea 45°10′11″N 24°00′25″E/45,169722 24,006944 | K (ii)          | 1993             | Monastyr w Horezu na Wołoszczyźnie, założony w 1690 roku przez księcia Konstantyna Brincoveanu. Arcydzieło tzw. stylu brynkowiańskiego, znanego z architektonicznej czystości i równowagi, bogactwa elementów rzeźbiarskich oraz dekoracyjnych malowideł. |
| 598     | Cerkwie w Mołdawii Churches of Moldavia |         | Okręg Suczawa 47°43′59,2″N 25°55′44,8″E/47,733111 25,929111 47°35′37,0″N 25°51′15,5″E/47,593611 25,854306 47°39′25,0″N 25°34′16,0″E/47,656944 25,571111 47°43′45,8″N 26°11′34,8″E/47,729389 26,193000 47°22′30,2″N 26°37′24,8″E/47,375056 26,623556 47°38′30,8″N 26°15′45,6″E/47,641889 26,262667 47°31′02″N 25°51′51″E/47,517222 25,864167 47°46′41,4″N 25°42′40,4″E/47,778167 25,711222       | K (i)(iv)       | 1993 2000        | Osiem cerkwi w północnej Mołdawii o ścianach zewnętrznych bogato zdobionych freskami z XV i XVI w., uważanymi za arcydzieła sztuki bizantyjskiej. |
| 902     | Stare miasto Sighișoary Historic Centre of Sighișoara                                                                                              |         | Okręg Marusza 46°13′00″N 24°47′00″E/46,216667 24,783333 | K (iii)(v)      | 1999             | Stare miasto Sighișoary, założonej przez Sasów siedmiogrodzkich, jest jednym z najlepiej zachowanych średniowiecznych miasteczek warownych. |
| 904     | Zespół drewnianych cerkwi z Maramures Wooden Churches of Maramureș                                                                                 |         | Okręg Marmarosz 47°49′15″N 24°03′21″E/47,820833 24,055833 47°43′26″N 23°58′43″E/47,723889 23,978611 47°40′37,0″N 24°14′18,0″E/47,676944 24,238333 47°43′26″N 23°57′00″E/47,723889 23,950000 47°35′30″N 23°36′16″E/47,591667 23,604444 47°41′56″N 24°06′54″E/47,698889 24,115000 47°28′12″N 23°55′42″E/47,470000 23,928333 47°36′24″N 23°45′24″E/47,606667 23,756667                             | K (iv)          | 1999             | Osiem cerkwi drewnianych położonych w regionie Marmarosz z charakterystycznymi, strzelistymi dzwonnicami oraz z pojedynczymi lub podwójnymi dachami pokrytymi gontem. |
| 906     | Fortece dackie w górach Orăștie Dacian Fortresses of the Orastie Mountains                                                                         |         | Okręg Hunedoara 45°36′08,2″N 23°08′50,7″E/45,602264 23,147403 45°26′52,8″N 23°15′59,8″E/45,448000 23,266600 45°37′19,0″N 23°18′33,7″E/45,621939 23,309369 45°40′48,7″N 23°09′15,4″E/45,680189 23,154285 45°40′04,0″N 23°09′46,0″E/45,667785 23,162786 Okręg Alba 45°49′20,1″N 23°36′12,5″E/45,822257 23,603470                                                                                  | K (ii)(iii)(iv) | 1999             | Pozostałości sześciu fortec Daków z okresu od I w. p.n.e. do I w. n.e., stanowiących oryginalne połączenie techniki i koncepcji architektury wojskowej i sakralnej. |
| 1133    | Pradawne i pierwotne lasy bukowe Karpat i innych regionów Europy Ancient and Primeval Beech Forests of the Carpathians and Other Regions of Europe |         | 49°00′00″N 15°00′00″E/49,000000 15,000000 | P (ix)          | 2007, 2011, 2017 | Zespół względnie nienaruszonych europejskich lasów bukowych. Od końca ostatniej epoki lodowcowej buk europejski zaczął się rozprzestrzeniać na terenie Alp, Karpat, Dinaryd oraz Pirenejów. Udana ekspansja na całym kontynencie europejskim jest z szeroką tolerancją na różne warunki klimatyczne. Wpis transgraniczny z Albanią, Austrią, Belgią, Bośnią i Hercegowiną, Bułgarią, Chorwacją, Czechami, Francją, Hiszpanią, Macedonią Północną, Niemcami, Polską, Słowacją, Słowenią, Szwajcarią, Ukrainą oraz Włochami. |
| 1552    | Krajobraz górniczy Roșia Montană Roșia Montană Mining Landscape                                                                                    |         | Okręg Alba 46°18′25,3″N 23°07′47,6″E/46,307025 23,129894 | K (ii)(iii)(iv) | 2021             | Początki górnictwa w Roșia Montană sięgają II w., kiedy to w czterech górach (Cetate, Cârnic, Orlea i Letea) utworzono system korytarzy górniczych o długości ponad 7 km – największy znany tego typu system w świecie rzymskim – systematycznie rozbudowywany w kolejnych wiekach do 1948 roku. Współcześnie łączna długość korytarzy to ponad 80 km. Wraz z rozwojem kopalni, na powierzchni rozwinął się ośrodek przemysłowy. Obiekt znajduje się na liście dziedzictwa zagrożonego.                                    |

## Obiekty na rumuńskiej liście informacyjnej UNESCO
Poniższa tabela przedstawia obiekty na rumuńskiej liście informacyjnej UNESCO:
Nr ref. – numer referencyjny UNESCO;
Obiekt – polskie nazwa obiektu wraz z jej angielskim (francuskim) oryginałem na rumuńskiej Liście Informacyjnej;
Położenie – miasto, okręg; współrzędne geograficzne;
Typ – klasyfikacja według zgłoszenia:
- kulturowe (K),
- przyrodnicze (P),
- kulturowo–przyrodnicze (K,P);

Rok wpisu – roku wpisu na Listę Informacyjną;
Opis – krótki opis obiektu wraz z informacjami o jego zagrożeniu.
| Nr ref. | Obiekt | Zdjęcie | Położenie                                                                                          | Typ                | Rok  | Opis |
| ------- | --- | ------- | -------------------------------------------------------------------------------------------------- | ------------------ | ---- | --- |
| 544     | Monaster Neamț Le Monastère de Neamt                                                                                        |         | Okręg Neamț 47°15′49″N 26°12′33″E/47,263611 26,209167                                              | K (i)(ii)(iv)      | 1991 | Klasztor z początku XIV wieku, jeden z pierwszych w młodym państwie mołdawskim. Jeden z najważniejszych ośrodków kultury państwa mołdawskiego. |
| 545     | Cerkwie bizantyjskie i neobizantyjskie w Curtea de Argeș Eglises byzantines et post-byzantines de Curtea de Arges           |         | Okręg Ardżesz 45°08′21″N 24°40′45″E/45,139167 24,679167                                            | K (i)(ii)(iv)      | 1991 | Curtea de Argeș, dawna stolica Wołoszczyzny, z zachowanymi średniowiecznymi cerkwiami: cerkwią pod wezwaniem św. Mikołaja z XIV w. oraz cerkwią Zaśnięcia Matki Bożej. |
| 548     | Zespół rzeźb w Târgu Jiu L'ensemble monumental de Tirgu Jiu                                                                 |         | Okręg Ardżesz 45°02′15″N 23°17′07″E/45,037500 23,285278                                            | K (i)(ii)          | 1991 | Zespół rzeźb rumuńskiego artysty Constantina Brâncușiego z 1937 roku – „Droga Bohaterów” – upamiętniający bohaterów I wojny światowej. |
| 549     | Kompleks skalny Basarabi L'ensemble rupestre de Basarabi                                                                    |         | Okręg Konstanca 44°10′00″N 28°24′00″E/44,166667 28,400000                                          | K                  | 1991 | Zespół klasztorny w skałach kredowych z X–XII w. z cerkwią, galeriami, komorowani grobowymi, których ściany zdobią motywy symboliczne (m.in. przedstawieniami labiryntu, drzewa życia, gołębi, rycerzy) i inskrypcjami w wielu językach. |
| 551     | Monaster Trzech Świętych Hierarchów w Jassach L'église des Trois Hiérarques de Iassy                                        |         | Jassy Okręg Jassy 47°09′34,9″N 27°35′04,9″E/47,159700 27,584700                                    | K (i)(iv)          | 1991 | Monaster został wybudowany w 1639 roku. Jego styl architektoniczny zawiera elementy bizantyjskie. Budynek wyróżnia się bogatymi dekoracjami, które zdobią fasady. |
| 552     | Wieże culă w Oltenii Les «coules» de Petite Valachie                                                                        |         | Okręg Vâlcea                                                                                       | K (iv)(v)          | 1991 | Piętrowe wieże culă lokalnej szlachty, stawiane w punktach strategicznych dla celów obronnych. |
| 553     | Cerkiew w Densuș L'église de Densus                                                                                         |         | Okręg Hunedoara 45°34′57″N 22°48′19″E/45,582500 22,805278                                          | K (i)(iv)          | 1991 | Prawosławna świątynia w Densuș, zbudowana nie później niż w XIII w., przy budowie której wykorzystano spolia, m.in. rzymskie ołtarze, kolumny i elementy rzeźbiarskie. |
| 555     | Stare miasto w Alba Iulia Le noyau historique de la ville d'Alba Julia                                                      |         | Okręg Alba 46°04′00″N 23°34′00″E/46,066667 23,566667                                               | K (iv)(v)(vi)      | 1991 | Zespół zabudowań miejskich z różnych okresów historycznych, wzniesionych w miejscu dawnego rzymskiego obozu Apulum, gdzie w średniowieczu założono miasto Alba Iulia, umocnione siedmioma bastionami w XVIII wieku. |
| 557     | Masyw Retezat Massif du Retezat                                                                                             |         | Okręg Hunedoara 45°21′57″N 22°53′33″E/45,365833 22,892500                                          | P                  | 1991 | Masyw górski zajmujący powierzchnię 500 km². Jest to jeden z najwyższych masywów w Rumunii. Jego nazwa pochodzi od szczytu Vârful Retezat. |
| 558     | Góry Rodniańskie Pietrosul Rodnei (sommet de montagne)                                                                      |         | Okręg Marmarosz Okręg Bistrița-Năsăud 47°32′17″N 24°41′50″E/47,538056 24,697222                    | P                  | 1991 | Pasmo górskie w północnej Rumunii mierzący 50 km długości oraz 30–40 km szerokości. Najwyższym szczytem jest Pietrosul Rodnei. Charakterystycznym elementem krajobrazu są liczne jeziorka znajdujące się w kotłach polodowcowych. |
| 559     | Stanowisko paleontologiczne Sânpetru Sinpetru (site paléontologique)                                                        |         | Okręg Hunedoara 45°36′00″N 22°54′00″E/45,600000 22,900000                                          | P                  | 1991 | Formacja geologiczna pochodząca z okresu wczesnego Mastrychtu. Znaleziono tutaj skamieniałości dinozaurów. |
| 560     | Las w Slătioara Codrul secular Slatiora (forêt séculaire)                                                                   |         | Okręg Suczawa                                                                                      | P                  | 1991 | Las położony w północnej części Rumunii, przy granicy z Węgrami. Stanowi on część lasów bukowych Karpat. |
| 1929    | Historyczne centrum Sybinu z zespołem placów The Historic Centre of Sibiu and its Ensemble of Squares                       |         | Okręg Sybin 45°48′00″N 24°09′00″E/45,800000 24,150000                                              | K (ii)(iii)(iv)(v) | 2004 | Sybin od XII w. było administracyjnym, religijnym i kulturowym ośrodkiem Sasów siedmiogrodzkich w Transylwanii, od 1366 roku nazywane było Hermannstadt. W 1543 roku stało się centrum reformacji. W górnej części miasta znajdują się trzy zazębiające się place – Huet, Kleiner Ring i Grosser Ring, w dolnej wiele mniejszych, połączonych wąskimi uliczkami, schodami i przejściami. W centrum zachowała się zabudowa w stylu gotyckim, renesansowym i barokowym, m.in. kościół Najświętszej Marii Panny (ok. 1350), pałac Brukenthala (1778–1788). |
| 5683    | Historyczne miejscowości Hollókő i Rimetea wraz z otoczeniem The old villages of Hollókő and Rimetea and their surroundings |         | Okręg Alba 46°27′13″N 23°34′02″E/46,453611 23,567222                                               | K (v)              | 2012 | Rimetea rozwinęło się na przełomie XVII oraz XVIII wieku. Miasto jest w dużej części zamieszkane przez węgrów. |
| 6446    | Granice Cesarstwa Rzymskiego – Limes Dunajski (Rumunia) Frontiers of the Roman Empire - The Danube Limes (Romania)          |         | Okręg Mehedinți, Okręg Caraș-Severin, Okręg Aluta, Okręg Konstanca, Okręg Gałacz oraz Okręg Tulcza | K (ii)(iii)(iv)    | 2020 | Wpis obejmuje rzymskie umocnienia graniczne wzdłuż Dunaju. Znajdują się one na terytorium Bułgarii, Chorwacji, Rumunii oraz Serbii. |
| 6447    | Granice Cesarstwa Rzymskiego – Dacja (Rumunia) Frontiers of the Roman Empire - Dacia                                        |         | Kraina historyczna Dacja                                                                           | K (ii)(iii)(iv)    | 2020 | Wpis na listę informacyjną obejmuje rzymskich umocnień położonych w krainie historycznej – Dacji. Na terenie Rumunii odnaleziono ok. 620 fortów. |